# 倉見峠

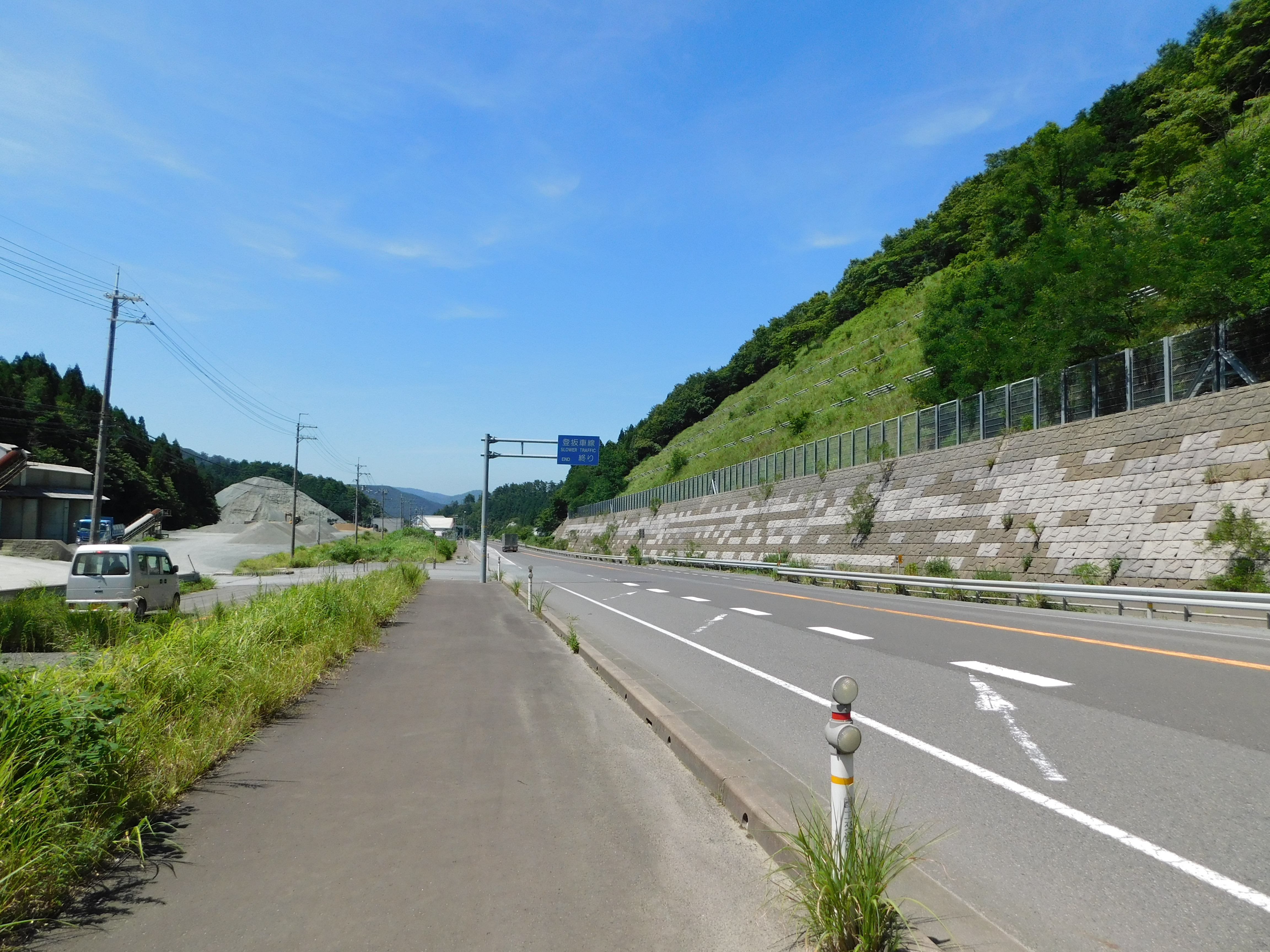
峠の西側からの上り、登坂車線終点

倉見峠（くらみとうげ）は、福井県三方上中郡若狭町の国道27号上にある峠である。標高は120m。

## 概要
平成の大合併以前は福井県三方郡三方町と同県遠敷郡上中町を分ける峠だった。また、嶺南のうち倉見峠以東を二州地区、以西を若狭地区と呼称することもある。

## 道路状況
両側2車線のほか登坂車線も設けられている（敦賀方面行きのみ）。
嶺南の幹線道路となっており、年間を通して交通量は多い。
この峠を内包する区間は、連続雨量が220ミリに達すると通行止めになる「異常気象時通行規制区間」となっており、起点および終点には交通遮断機が設けられている。また、土砂災害などを防ぐための防災工事が前後の区間を含めて継続的に行われており、倉見峠を含む区間は第1期工事として1992年度から2004年度にかけて行われた。
通行不可能な場合の主な迂回路は、北側にある国道162号となる。

## 峠附近への接続道路
- 福井県道22号上中田烏線
- 福井県道24号小浜上中線
- 福井県道145号十村停車場線
- 福井県道218号新道安賀里線